# Seekarkreuz

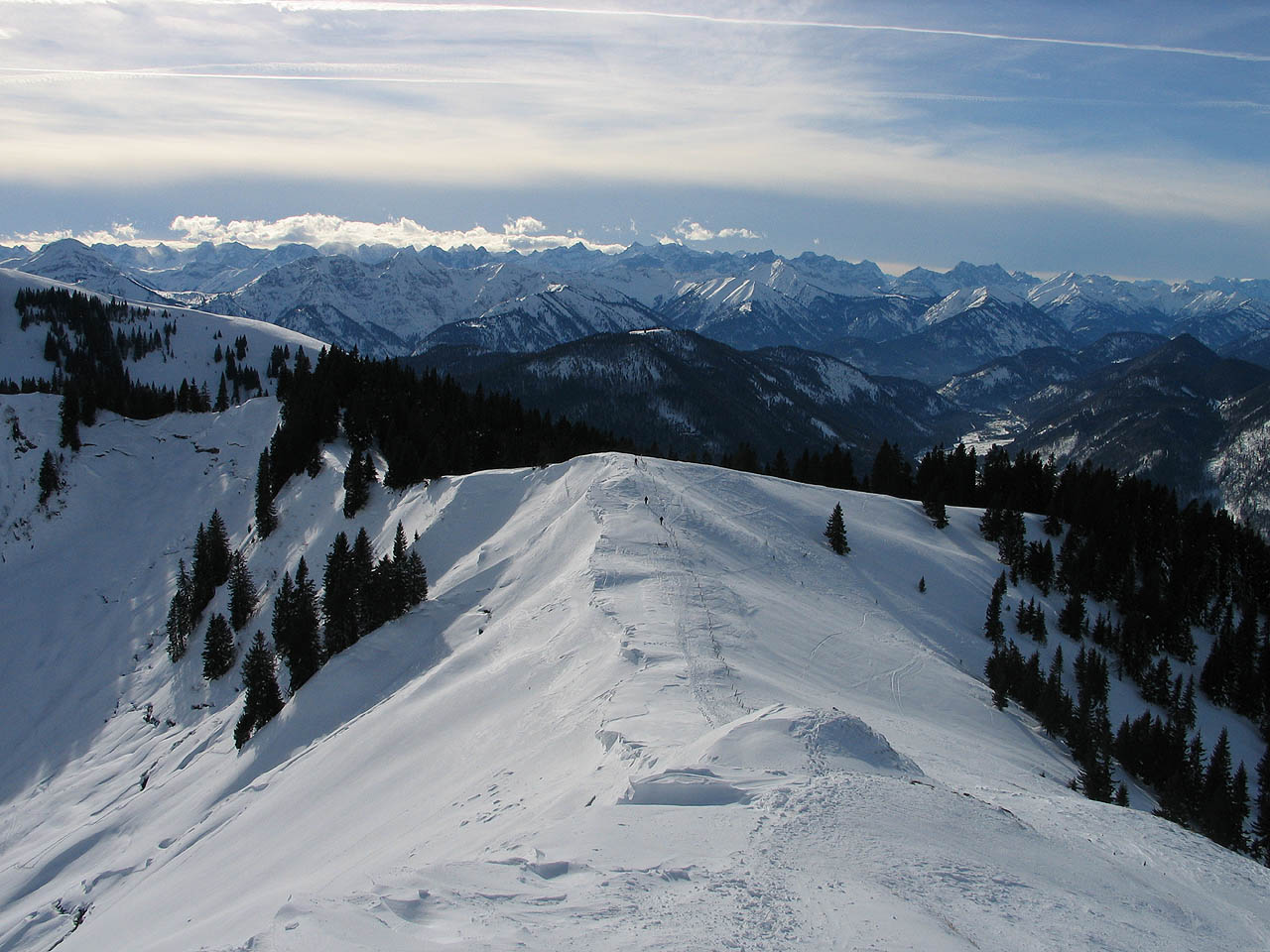
Blick vom Seekarkreuz auf das Karwendel

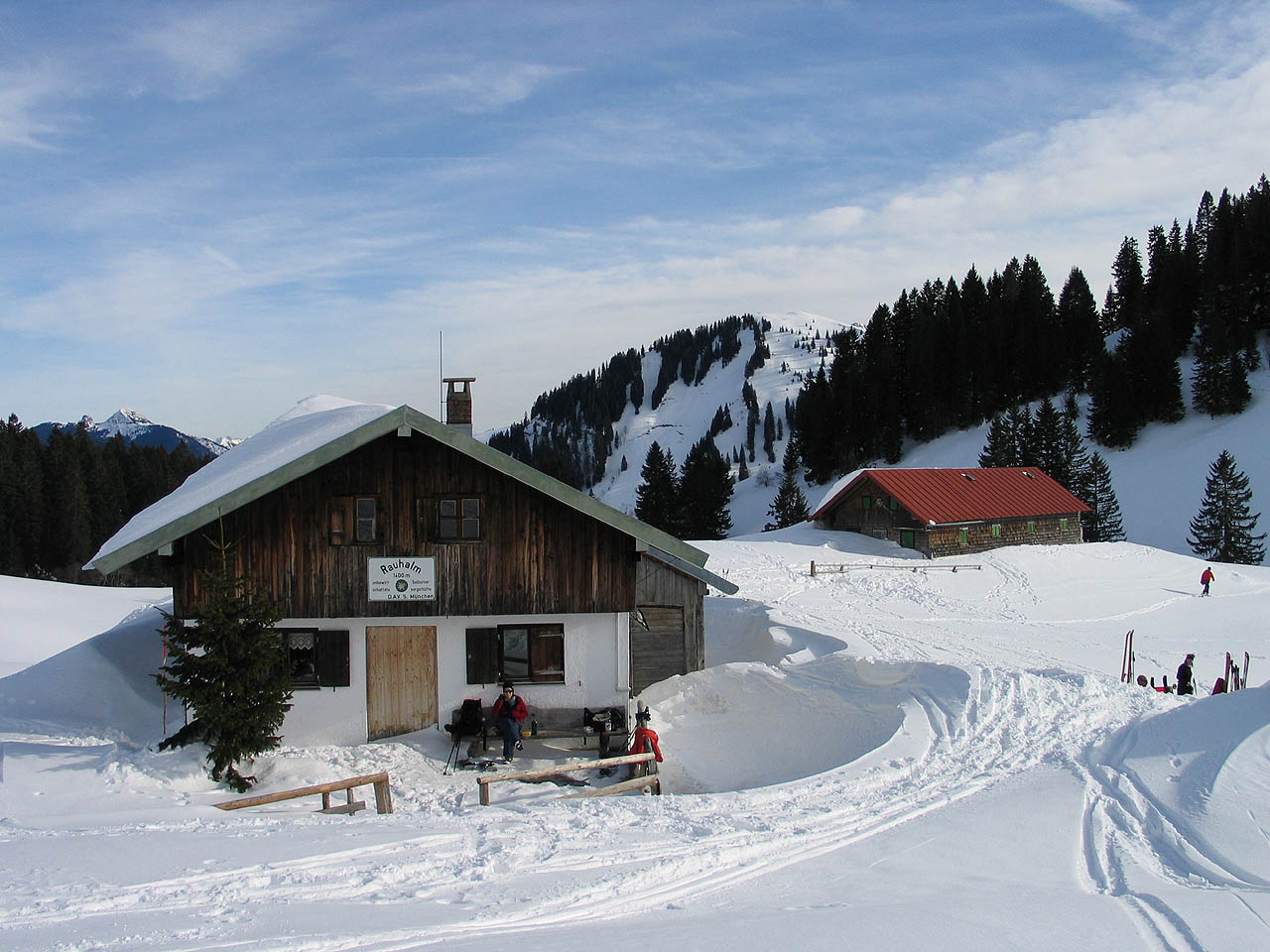
Die Raualm am Seekarkreuz

Das Seekarkreuz ist ein 1601 m ü. NHN hoher Berg in den Bayerischen Voralpen. Er ist der höchste Punkt eines kleinen Rückens, der sich in etwa Nord-Süd-Richtung zwischen den Mulden der Seekaralm (ca. 1350 m) im Westen und der Rauhalm (1400 m) im Osten erstreckt.
Der Gipfel ist als einfache Bergwanderung aus dem Isartal im Westen oder vom Tegernseer Tal im Osten und Süden aus erreichbar. Von Lenggries liegt am Grasleitensteig auf 1338 m die ganzjährig geöffnete Lenggrieser Hütte. Der Aufstieg ist aber auch über das Hirschbachtal auf dem Fahrweg oder den steileren Sulzersteig möglich. Aus dem Tegernseer Tal gibt es einen Weg von Bad Wiessee über den Hirschbachsattel oder von Wildbad Kreuth über die Schwarzentennalm und die Rauhalm.
Das Seekarkreuz wird auch im Winter gerne mit Skiern oder Schneeschuhen bestiegen (zumeist von Wildbad Kreuth über Schwarzentennalm).